# Megachile maritima
Megachile maritima är en biart som först beskrevs av Kirby 1802.  Megachile maritima ingår i släktet tapetserarbin och familjen buksamlarbin. Inga underarter finns listade.
Ett robust, framför allt kustlevande bi som gärna förekommer på lätta, sandiga marktyper. Biet kan även uppträda på hedar och, mera sällsynt, kalkängar. Arten flyger från juni till mitten av augusti. Boet grävs vanligtvis ut i marken och kläs med blad från sälg och hundtunga. Det förekommer att det parasiteras av boparasiterna storkägelbi (Coelioxys conoidea) och ängskägelbi (Coelioxys mandibularis).

## Utbredning
Megachile maritima förekommer i stora delar av Europa från ett par lokaler på Irland i väst, via England och österut genom Asien till Indien.